# Давид, Офелия
Офелия Давид (фр. Ophélie David, в девичестве Рац венг. Rácz; род. 6 июня 1976) — французская фристайлистка венгерского происхождения, специализирующаяся в дисциплине ски-кросс. Чемпионка мира, обладательница трёх Больших и семи Малых кубков мира.

## Карьера
Офелия Рац родилась во Франции в семье известного венгерского баскетболиста, участника Олимпиады в Токио Яноша Раца.
Изначально Офелия занималась горнолыжном спортом и представляла на международной арене Венгрию. Под венгерским флагом она участвовала в горнолыжных стартах на Олимпиаде в Лиллехаммере, выступала в слаломе и комбинации но оба раза не смогла завершить соревнования. В 1996 году завершила карьеру горнолыжницы.
В 2002 году FIS открыла новую дисциплину во фристайле — ски-кросс, в которой сразу же начали выступать многие бывшие горнолыжники. В первом в истории этапе Кубка мира по ски-кроссу, который прошёл в Тине участвовала и Офелия Давид, занявшая четвёртое место.
В сезоне 2003/04 француженка все этапы завершила в числе десяти лучших, одержала три победы и выиграла зачёт своей дисциплины. В ски-кроссе она была непобедима семь лет подряд, лишь в сезоне 2010/11 проиграв зачёт этой дисциплины. За семь лет доминирования в кроссе Давид трижды выигрывала и общий зачёт Кубка мира в сезонах 2005/06, 2007/08 и 2008/09.
На чемпионате мира 2005 года в Финляндии, на котором разыгрывались дебютные медали в ски-кроссе Давид завоевала бронзовую медаль. Через два года в Мадонна-ди-Кампильо стала чемпионкой мира. После неудачных чемпионатов мира в Инавасиро и Дир-Вэлли Офелия с трёх подряд чемпионатов мира возвращалась с медалями, завоевав две бронзы и одно «серебро».
На Олимпийских играх ски-кросс дебютировал в 2010 году и Давид вышла на старт Игр впервые после четырнадцатилетнего перерыва. В Ванкувере француженка не смогла завершить свой четвертьфинальный заезд и стала девятой, а в Сочи дошла до большого финала, где заняла последнее четвёртое место и осталась без медали.